# Charlotte Rudolph
Charlotte Susanne Rudolph (11. června 1896 Drážďany – 2. září 1983 Hamburk) byla německá fotografka.

## Život a dílo
Vyučila se u Huga Erfurtha a v roce 1924 si otevřela vlastní fotografický ateliér, který byl zaměřen na portrétní a taneční fotografii. Proslavila se především fotografiemi tanečnice Grety Palucca, která byla i její blízkou přátelkyní. Další portrétovanou tanečnicí byla Mary Wigman. Pracovala i v období nacistické vlády v Německu. Její archiv i její ateliér v Drážďanech, byly zničeny během bombardování Drážďan v únoru 1945. Její fotografie byly zachovány v německém Tanečním archivu v Kolíně nad Rýnem (Deutsches Tanzarchiv Köln), v archivu Akademie umění v Berlíně (Akademie der Künste Berlin), v archivu Staatliche Museen zu Berlin a v tanečním oddělení Jerome Robbinse v New York Public Library (Hanya Holm Collection).
V letech 1959/60 působila 15 měsíců V Kalifornii v Palo Aalto, Od roku 1961 žila v Hamburku.